# Pekalongan (regentschap)
Pekalongan is een regentschap gelegen aan de noordelijke kust van het Indonesische eiland Java. Het valt onder de provincie Midden-Java. De naam "Pekalongan" komt van het Javaanse woord Kalong, dat vleermuis  betekent.

## Onderdistricten
- Bojong
- Buaran
- Doro
- Kajen
- Kandangserang
- Karanganyar
- Karangdadap
- Kedungwuni
- Kesesi
- Lebakbarang
- Paninggaran
- Petungkriono
- Siwalan
- Sragi
- Talun
- Tirto
- Wiradesa
- Wonokerto
- Wonopringgo

Stadsgemeenten: Magelang · Surakarta · Salatiga · Semarang · Pekalongan · Tegal

Regentschappen: Banjarnegara · Banyumas · Batang · Blora · Boyolali · Brebes · Cilacap · Demak · Grobogan · Japara · Karanganyar · Kebumen · Kendal · Klaten · Kudus · Magelang · Pati · Pekalongan · Pemalang · Purbalingga · Purworejo · Rembang · Semarang · Sragen · Sukoharjo · Tegal · Temanggung · Wonogiri · Wonosobo